# دستیار دیجیتال شخصی

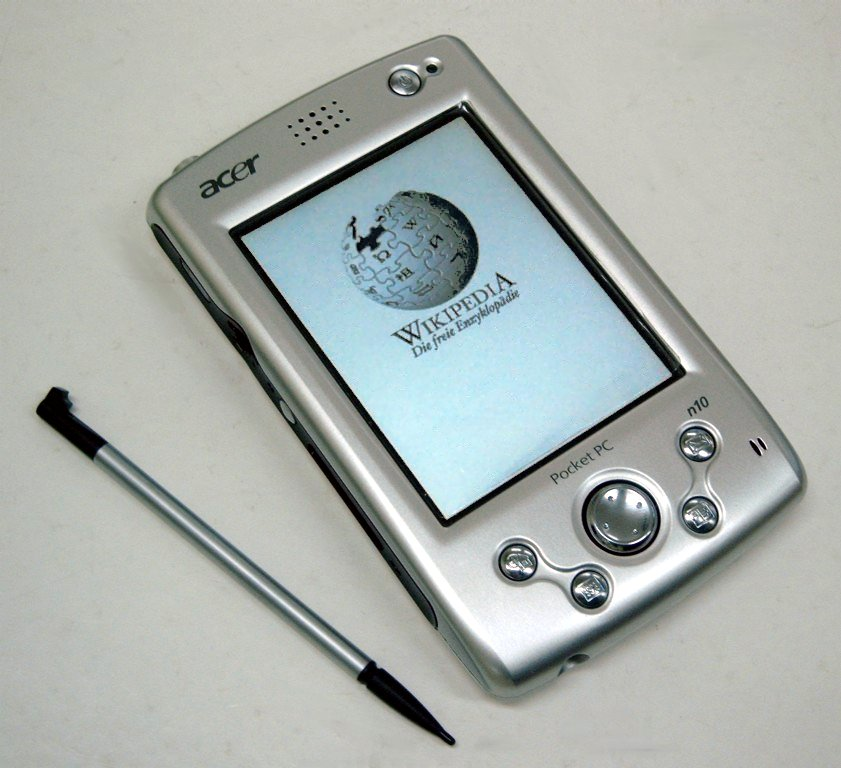

دستیار دیجیتالی شخصی یا دستیار رقمی شخصی
(به انگلیسی: Personal Digital Assistant) (اختصاری PDA) یک دستگاه کوچک قابل حمل شخصی با سیستم‌عامل است. کاربرد اصلی این وسیله در مواردی است که نیاز به مزایای رایانه‌ی عادی در محیط‌هایی حس می‌شود که قابل حمل بودن هم نیاز است. در کنار نرم‌افزارهای دیگر از کاربردهای این وسیله استفاده از تقویم، برنامه‌ریزی اطلاعات شخصی، نوشتن یادداشت و ماشین‌حساب است.
این دستگاه‌ها همچنین دارای قابلیت‌های بالاتر مثل قابلیت ارتباط با اینترنت، گرفتن عکس، سیستم موقعیت‌یاب جهانی یا جی‌پی‌اس (Global Positioning Systems) و قابلیت‌های یک تلفن همراه نظیر برقراری تماس تلفنی هستند.

## تاریخچه
برای نخستین بار Alan Kay دانشجوی فارغ‌التحصیل از دانشگاه یوتا در سال ۱۹۷۰، ایدهٔ دستگاه دیجیتال شخصی را مطرح ساخت. این ایده که Dynabook نامیده می‌شد رایانه‌ای تعاملی بسیار شبیه به یک کتاب با قابلیت‌های ارتباط بی‌سیم و صفحه نمایشی تخت را شرح می‌داد. نمونهٔ اولیهٔ Dynabook در سال ۱۹۷۰ و توسط مرکز تحقیقات پالو آلتو (PARC) از Xerox ساخته شد اما آن نمونهٔ اولیه هیچ‌گاه به بازار عرضه نشد.
در اوایل سال ۱۹۸۰ برنامه‌ریزی‌کننده‌های روزانه و سازمان‌دهی‌کننده‌هایی ایجاد شد که روز به روز بر محبوبیت آن‌ها افزوده می‌شد. در سال ۱۹۸۴ اولین نمونهٔ دیجیتالی این سازمان‌دهی‌کنندگان توسط شرکت Psion ایجاد شد که ترکیبی از تقویم، ساعت، ماشین حسابی ساده و یک پایگاه داده‌ی ابتدایی بود. در سال ۱۹۸۹ کاسیو سیستم سازمان دهی و زمان‌بندی تجاری خود را منتشر کرد(B.O.S.S.). این سیستم شامل یک صفحه کلید QWERTY و امکاناتی مانند ذخیره‌سازی تماس‌ها، قرار ملاقات‌ها، یادداشت‌ها و دیگر قابلیت‌های ساده بود.
جان اسکالی نخستین کسی بود که واژهٔ PDA را اختراع کرد. اولین دستیار دیجیتال شخصی که Newton MessagePad نامیده می‌شد در سال ۱۹۹۲ و توسط شرکت اپل ایجاد شد و در سال ۱۹۹۳ به بازار عرضه شد. از جمله ویژگی‌های این محصول می‌توان به قابلیت تشخیص دست‌خط، همگام سازی صفحهٔ نمایش و پشتیبانی از مادون قرمز اشاره کرد. هرچند در سال ۱۹۹۸ شرکت اپل به دلیل مقرون به صرفه نبودن قیمت تولیدی این دستگاه‌ها مجبور به ترک بازار آن‌ها شد.
در سال ۱۹۹۶، Palm,Inc(شرکت پالم) محصولی با نام Palm Pilot را که توسط Jeff Hawkins طراحی شده بود منتشر کرد. این محصول اولین دستیار دیجیتالی شخصی موفق ارائه شده در بازار بود که چندین برابر از PDA ارائه شده توسط شرکت اپل سریع تر و کوچک‌تر بود. همچنین توانایی شناسایی دست خط در این وسیله بهبود یافته بود و رابط گرافیکی مناسبی به همراه آن ارائه شده بود. در همین سال شرکت ماکروسافت که از اهمیت بازار PDAها آگاهی یافته بود، سیستم عامل خود را برای آن ایجاد کرد اما برای قسمت‌های سخت‌افزاری هنوز بر دیگر شرکت‌ها متکی بود. نسخه‌های اولیهٔ این سیستم‌های عامل مشکلاتی داشتند که در نسخه‌های پیشرفته‌تر تعدادی از آن‌ها برطرف شدند. شرکت پالم نخستین شرکتی بود که در سال ۱۹۹۹ دستگاهی با قابلیت دسترسی بی‌سیم به اینترنت را ارائه نمود: دستگاه Palm VII که از سرویس ارائه‌دهندهٔ خدمات اینترنت خود با نام Palm.Net استفاده می‌کرد.
در این سال Palm عمدهٔ بازار PDA را در دست داشت. نسخه‌های جدید تر این دستگاه دارای قابلیت برقراری تماس تلفنی نیز بودند اما رفته رفته و با ایجاد تلفن‌های همراه هوشمند از محبوبیت آن‌ها کاسته شد و این تلفن‌ها جای آن‌ها را اشغال کردند.

## ویژگی‌های دستیار دیجیتال شخصی
هر PDA معمولی دارای یک محل برای کارت حافظه، قابلیت ارتباط از طریق IrDA، (از طریق اشعهٔ مادون قرمز)، بلوتوث یا وای فای و امکانی برای گرفتن ورودی از کاربر است. این صفحه نمایش غالباً لمسی است اما در بعضی از انواع آن به صورت لمسی نبوده و صفحه کلیدی (یا به صورت صفحه کلیدهای QWERTY یا به صورت صفحه کلیدهایی شامل ۱۰ کلید که شامل اعداد و حروف اند) برای ورود داده‌ها دارند. علاوه بر موارد فوق یک دستیار دیجیتال شخصی شامل تقویمی با قابلیت افزودن قرار ملاقات‌ها، برنامه‌های مدیریت زمان، برنامه‌هایی برای ذخیره‌سازی مخاطبان، ماشین‌حساب و برنامه‌هایی برای یادداشت هستند. دستگاه‌های PDA دارندهٔ ارتباط بی‌سیم، برنامه‌های رایانامه‌خوان و مرورگر وب نیز دارند.

### دریافت‌کننده ورودی
قلمی مخصوص که در بیشتر دستگاه‌های دیجیتالی شخصی گیرندهٔ ورودی از کاربران است و از روش شناسایی دست‌خط برای دریافت ورودی استفاده می‌کند. در کنار این قلم این دستگاه‌ها دارای صفحهٔ نمایشی حساس به حسگرهای لامسه‌اند و کلیدهای میانبری نیز در آن‌ها تعبیه شده است. انواع دیگری از این دستگاه‌ها علاوه بر قابلیت‌های فوق صفحه کلیدی قابل حمل نیز دارند.
در این دستگاه‌ها نرم‌افزارهایی برای یادداشت کردن متن وجود دارد و بدین ترتیب خوانش متن در این دستگاه‌ها اهمیت می‌یابد. خوانش متن در هر یک از انواع آن، با توجه به نوع دریافت‌کنندهٔ به کار رفته متفاوت است. برای مثال در PDAهایی با صفحهٔ نمایش لمسی و دارای قلم مخصوص صفحه کلیدی مجازی وجود دارد که با استفاده از آن کاربر با انتخاب صحیح حروف می‌تواند متن مورد نظر خود را وارد نماید. دستگاه‌هایی ازین نوع که قابلیت تشخیص دست خط نیز دارند به کاربر این امکان را می‌دهند که متن مورد نظر خود را به سادگی بنویسد، سپس این متن به دست‌خطی پیش فرض تبدیل می‌شود. (البته طریقهٔ نوشتن حروف در تشخیص درست آن‌ها در این روش اهمیت دارد که می‌تواند توسط خود دستگاه و به کمک فایل‌های آموزشی در اختیار کاربر قرار گیرد). در انواعی از این دستگاه‌ها با قابلیت صفحه کلید (منظور نوع حقیقی آن است) کاربر به کمک حروف و نشانه‌های صفحه کلید می‌تواند متن مورد نظر خود را بنویسد. این صفحه کلید هم می‌تواند صفحه کلیدی تاشو و قسمتی از خود دستگاه باشد و هم می‌تواند صفحه کلیدی خارجی بوده و از طریق درگاه USB، بلوتوث و دیگر راه‌های ارتباطی مورد استفاده قرار گیرد.

### کارت‌های حافظه
کارت‌های حافظه وسیله‌ای محبوب برای افزایش ظرفیت حافظهٔ دستگاه‌ها هستند. PDAها نیز از این قاعده مستثنی نیستند. ظرفیت کارت‌های حافظه‌ای که امروز در بازار موجودند بسیار متفاوت است و از انواع مگابایت تا گیگابایت در دسترس هستند. برای استفاده از این کارت‌ها دستگاه نیاز به محلی دارد که این کارت‌ها بتوانند در آن قرار گیرند و اطلاعاتی بر روی آن‌ها ذخیره یا از روی آن‌ها خوانده شود. از دیگر ویژگی‌های مهم این حافظه‌ها قابل حمل بودن آن‌ها است.

### همگام سازی
بیشتر دستیارهای دیجیتالی شخصی این قابلیت را دارند که داده‌های خود را با برنامه‌های کاربردی موجود در رایانهٔ کابران همگام کنند. این ویژگی این امکان را به کاربر می‌دهد تا تماس‌ها، برنامه‌های روزانه یا دیگر اطلاعات خود را به کمک برنامه‌هایی مانند Microsoft Outlook به‌روزرسانی کند، به این ترتیب کاربر می‌تواند داده‌های به‌روزرسانی‌شدهٔ خود را در PDA نیز داشته باشد یا داده‌های به‌روزرسانی‌شدهٔ خود را از PDA به رایانه منتقل کند. این ویژگی سبب می‌شود که نیاز به به‌روزرسانی در دو دستگاه را نداشته باشیم و از طرف دیگر در صورت ایجاد شدن مشکل برای یکی از دستگاه‌ها، (همانند مفقود شدن دستگاه، ربوده شدن یا خراب شدن آن) اطلاعات از دست نروند؛ چرا که دستگاه دوباره و به سادگی می‌تواند با دستگاه حاوی اطلاعات همگام شود.
علاوه بر موارد گفته شده در بعضی موارد کاربر به قابل حمل بودن داده‌هایی نیاز دارد که همانند داده‌های متنی وارد کردن آن‌ها در دستگاهی با صفحه کلیدی کوچک یا از طریق قابلیت شناسایی دست‌خط نیازمند زمان و دقت بیشتری است اما این شرایط با شرایط کاربر تناسب ندارد؛ در این موارد کاربر می‌تواند اطلاعات خود را در رایانهٔ شخصی خود وارد کرده و سپس برای حمل آسان آن PDA خود را با رایانه‌اش همگام نماید.
بیشتر PDAهایی که به بازار عرضه می‌شوند قابل همگام سازی با رایانه هستند. این کار به کمک نرم‌افزارهای همگام سازی که بعضی از آن‌ها بر روی PDAها و بعضی دیگر بر روی رایانه‌ها نصب می‌شوند صورت می‌گیرد. نمونه‌هایی از این برنامه‌ها در زیر آورده شده‌اند:
Microsoft ActiveSync که از آن برای سیستم عامل‌هایی همچون ویندوز تلفن همراه، ویندوز CE و Pocket PC استفاده می‌شود.
BlackBerry Desktop Software که از آن در همگام سازی سیستم عامل‌های BlackBerry استفاده می‌شود.
Palm Desktop for Windows برای سیستم عامل Palm OS
Apple iTunes که در Mac OS X و Microsoft Windows برای همگام سازی دستگاه‌های iOS استفاده می‌شود.
با کمک این نرم‌افزارها و توسط روش‌های ارتباطی مختلف اعم از سیمی و روش‌های ارتباطی بدون سیم نظیر مادون قرمز، بلوتوث و شبکه‌های بی‌سیم می‌توان عملیات همگام سازی را انجام داد.

## سیستم عامل‌های مورد استفاده در PDAها
سیستم عامل‌های متداول نصب شونده بر روی PDAها عبارتند از:
- Palm OS
- Microsoft Windows Mobile (Pocket PC) به همراه Windows CE kernel
- WebOS

که دو مورد اول از محبوبیت بیشتری برخوردارند. سیستم عامل Palm OS، در مقایسه با Pocket PC به حافظهٔ کمتری نیاز دارد و سرعت آن بیشتر است. در مقابل سیستم عامل Pocket PC نمایشگرهای رنگی، گرافیک، نسخه‌های خاصی از نرم‌افزارهای Word,Excel و سایر دستگاه‌ها (نظیر Built-in MP3 player,MPEG movie Player) را پشتیبانی می‌کند.
همچنین سیستم عامل‌های دیگری نیز موجودند که به ندرت از آن‌ها استفاده می‌شود. مانند:
- EPOC و پس از آن سیمبیان
- لینوکس
- Newton
- QNX یا کیوان‌اکس (در IPAQ)

## کاربردهای علمی و پزشکی دستیار دیجیتالی شخصی
پزشکان و متخصصان حوزهٔ سلامت به اطلاعاتی به‌روز در هر نقطه و هر زمان نیاز دارند؛ به همین دلیل دستیار دیجیتالی شخصی که این امکانات را فراهم می‌آورد به این حوزه ورود پیدا کرده است. PDA یک ابزار سیار است که می‌تواند به‌طور گسترده‌ای برای مقاصد مختلفی در زمینهٔ مراقبت‌های بهداشتی به کار گرفته شود. به دلیل سودمندی‌های بسیار استفاده از این دستگاه، انتظار می‌رود که سطح استفاده از آن روز به روز افزایش یابد.
از جمله استفاده‌های PDAها در زمینه‌های پزشکی، تشخیص بیماری‌ها و تجویز داروی مناسب است. همچنین این دستگاه به بیماران کمک می‌کند تا در طول دورهٔ درمان نشانه‌های بهبود بیماری خود را با دقت بیشتری ثبت و نگهداری نمایند و سوابق کامل‌تری از بیماری خود در دسترس داشته باشند.
شرکت‌های تولیدکنندهٔ دستگاه‌های PDA به منظور فراهم‌آوردن کاربردها و استفاده‌های پزشکی و بهداشتی از این دستگاه‌ها نرم‌افزارهایی را تولید می‌کنند که این خدمات را در اختیار کاربران قرار می‌دهد. از جملهٔ این نرم‌افزارها می‌توان به موارد زیر اشاره کرد:
- Epocrates RX: این نرم‌افزار برخی از مشخصات ابتدایی داروها در پایگاه داده را به‌روزرسانی می‌کند. این مشخصات می‌توانند شامل دوز دارو برای بزرگسالان و کودکان، موارد منع مصرف، عوارض جانبی، قیمت‌گذاری، ترکیبات داروها و… باشند.
- MedRules: شامل مجموعهٔ قوانین پیش‌بینی بالینی مبتنی بر شواهدی همچون نمرهٔ بیشاپ و معیارهای رانسون که همچنین ابزاری است برای تشخیص خطر مرگ و میر در ذات‌الریهٔ اکتسابی.
- MedMath: این نرم‌افزار مجموعه‌ای از فرمول‌های مفید است که به صورت واسطی با استفادهٔ آسان ارائه شده است. برنامه دیگری نیز تحت عنوان MedCalc وجود دارد که عملکردی مشابه با این برنامه دارد.[۶][۷]

به‌طور کلی مزایای استفاده از PDAها در آموزش‌های پزشکی به ارائهٔ جایگزینی برای روش‌های یادگیری، مشورت با مراجع پزشکی، آزمایش‌های پزشکی و به روزرسانی‌های اطلاعات مربوط منجر می‌شود؛ در حالی که اشکالاتی شامل مشکلات در نصب و راه‌اندازی نرم‌افزار، از دست دادن اطلاعات به علت پشتیبان‌گیری نادرست، امنیت داده‌ها، مقیاس‌پذیری و همگام سازی داده‌ها و… دراین روش موجود است.

## استفاده از دستیار دیجیتالی شخصی در امر آموزش
PDAها ابزار شخصی سودمندی محسوب می‌شوند که می‌توانند به عنوان ابزار آموزشی مفید نیز مورد استفاده قرار بگیرند (مک فادن، ۲۰۰۱). با گسترش امکانات و قابلیت‌های طیف وسیع نرم‌افزارهای PDA، استفاده‌های آموزشی این وسیله نیز افزایش می‌یابد. امروزه PDAها امکاناتی نظیر برقراری ارتباط، تسهیل و افزایش یادگیری را فراهم آورده‌اند. تحقیقات صورت گرفته نشان می‌دهد که رایانه‌های جیبی سطح انگیزشی دانش آموزان را افزایش می‌دهند و در بیشتر کلاس‌ها فضای یادگیری را بهبود می‌بخشند چرا که احساس بهتری از ارتباط با کلاس و محتوای آن را به دانش آموزان القا می‌کنند. علاوه بر آنچه در بالا گفته شد، استفاده از رایانه‌های جیبی در محیط‌های آموزشی فواید دیگری نیز دارد که بخشی از آن‌ها را برمی‌شماریم:
- پیگیری آسان‌تر روند پیشرفت درسی دانش آموزان
- برگزاری آزمون‌های ارزیابی معتبر
- دسترسی سریع تر به اطلاعات دانش آموزان
- نگهداری سوابق و نمرات دانش آموزان
- دسترسی به محتوای دروس تدریس شده از طریق ذخیرهٔ آن‌ها

همچنین استفاده از PDAها آسان و انتقال اطلاعات در آن‌ها سریع است و قابل حمل هستند و می‌تواند چندین کتاب را در حجم کوچکتری نگهداری کرده و به راحتی جابه‌جا شوند و از طرفی سبب مصرف کمتر کاغذ شده و به محیط زیست نیز کمک کنند.

## برخی از مدل‌های PDA
- مدل Acer سری N
- AlphaSmart
- Apple Newton
- Apple Newton
- Atari Portfolio
- Dell Axim
- E-TEN
- سری Huawei
- iPhone
- سری HTC(Dopod, Qtek)
- HP Jornada Pocket PC
- LifeDrive